# تسیپی لیونی
تِسیپی لیوْنی (به عبری: ציפי (ציפורה) לבני) (زاده ۸ ژوئیه ۱۹۵۸ در تل‌آویو) سیاستمدار اسرائیل و رهبر کنونی حزب لیبرال و چپ میانه هاتنوعا است که از سال ۱۹۹۹ نماینده کنست است.
وی بین سال‌های ۲۰۰۱ تا ۲۰۰۹ در کابینه اسرائیل پست وزارت داشت که مهمترین آن تصدی وزارت خارجه از ۲۰۰۶ تا ۲۰۰۹ بود. او در سال‌های ۲۰۱۳ تا ۲۰۱۴ نیز در دولت بنیامین نتانیاهو پست وزارت دادگستری را داشت. لیونی در زمان معاونت نخست‌وزیر اسرائیل، ریاست هیئت اسرائیل در مذاکرات صلح با فلسطینیان را نیز به عهده داشت. او از مهمترین طرفداران از سرگیری مذاکرات صلح و چاره دوکشوری است.
لیونی در ۱۷ سپتامبر ۲۰۰۸ به رهبری حزب کادیما انتخاب شد. کادیما توانست با کسب ۲۸ کرسی در انتخابات پارلمانی ۲۰۰۹ بیشترین تعداد کرسی را میان احزاب سیاسی اسرائیل کسب کند اما موفق به تشکیل دولت ائتلافی نشد. لیونی بین سال‌های ۲۰۰۹ تا ۲۰۱۲ رهبر اپوزیسیون دولت نتانیاهو محسوب می‌شد اما در سال ۲۰۱۲ پس از شکست از شائول موفاز در انتخابات رهبری حزب از آن جدا شده و به همراه طرفداران خود در کادیما و گروهی از اعضای سابق حزب شینویی و حزب کار اسرائیل حزب هاتنوعا را تأسیس کرد.
تسیپی لیونی دومین زن در تاریخ اسرائیل است که تاکنون توانسته مقام وزیر خارجه را پس از گلدا مئیر که اولین نخست‌وزیر زن اسرائیل بود، کسب کند. مجله تایم در سال ۲۰۰۷ وی را در فهرست «یکصد شخصیت پرنفوذ جهان» قرار داد.
تسیپی لیونی دانش‌آموخته رشته حقوق از دانشگاه برایلان است و به مدت ۱۰ سال به شغل وکالت در کشور اسرائیل اشتغال داشته‌است. او قبل از آغاز فعالیت‌های سیاسی، همچنین از اعضای بخش عملیات ویژه سازمان اطلاعات و وظایف ویژه (موساد) بود. وی همسر یک مدیر اقتصادی اسرائیل به نام نافتالی اشپیتزر است و از او دو فرزند به نام‌های اومری و یوآل دارد. تسیپی لیونی گیاه‌خوار است و از سن ۱۲ سالگی تاکنون از خوردن غذاهای حاوی گوشت پرهیز کرده‌است.
تسیپی لیونی به غیر از زبان عبری، به زبان‌های انگلیسی و فرانسه کاملاً مسلط است.

## تأسیس حزب هاتنوعا
در نوامبر ۲۰۱۲، لیونی تأسیس حزب جدیدی به نام هاتنوعا (جنبش) را خبری کرد. پس از آن هفت نفر از اعضای سابق کنست و کادیما به او پیوستند. این حزب با استفاده از دارایی‌های حزب هتس شاخه انشعابی از حزب شینویی تأسیس شد و امیر پرتز و آمرام میتسنا رهبران سابق حزب کار اسرائیل نیز به آن پیوستند. هاتنوعا بیشتر تبلیغات خود را به مسائل سیاست خارجی اختصاص داده و طرفدار صلح فوری با فلسطینیان و بهبود روابط خارجی کشور است.
هاتنوعا در انتخابات ۲۰۱۳ موفق به کسب ۶ کرسی شد و با ورود به دولت ائتلافی نتانیاهو موافقت کرده و پست وزارت دادگستری به لیونی و وزارت محیط زیست به امیر پرتز رسید.
حزب هاتنوعا در انتخابات انتخابات پارلمانی ۲۰۱۵ با حزب کار ائتلاف کرده و فهرست مشترکی را با عنوان کمپ صهیونیستی ارائه دادند. این فهرست با کسب ۲۴ کرسی در رتبه دوم قرار گرفت. لیونی در این فهرست در رتبه دوم قرار داشت و قرار بود در صورت پیروزی اسحاق هرزوگ رهبر حزب کار و لیونی هر یک دو سال نخست‌وزیری را به بر عهده داشته باشند. از ۲۴ کرسی پیروز ۵ کرسی به اعضای هاتنوعا اختصاص دارد.